# Armand Borel

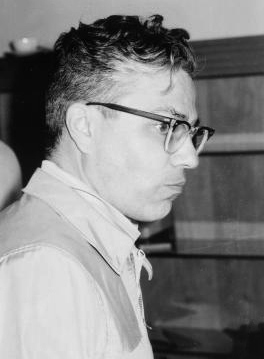
Armand Borel

Armand Borel (La Chaux-de-Fonds, Zwitserland, 21 mei 1923 - Princeton, 11 augustus 2003) was een Zwitsers wiskundige, die van 1957 tot en met 1993 permanent hoogleraar was aan de Institute for Advanced Study in Princeton. Hij werkte op het gebied van de algebraïsche topologie, de theorie van de Lie-groepen en was een van de opstellers van de hedendaagse theorie van de lineaire algebraïsche groepen.
Hij studeerde aan de ETH Zürich. Hij kwam onder invloed van de topoloog Heinz Hopf en de Lie-groep theoreticus Eduard Stiefel. Vanaf 1949 verbleef hij in Parijs. Onder invloed van Jean Leray en Henri Cartan paste hij de Leray-spectrale rijen toe op de topologie van de Lie-groepen en hun classificerende ruimten. In 1978 werd hem de Brouwermedaille toegekend.